# 반대해
반대해(胖大海, 학명: Scaphium affine)는 아욱과 벽오동아과 반대해속에 속하는 목본식물의 일종이다. 동남아시아 원산이다.
전통의학 약재로 사용된다.